# N’Gaous
N'Gaous – miasto w północnej Algierii, w prowincji Batina.